# Joonas Nättinen
Joonas Nättinen (* 3. Januar 1991 in Jämsä) ist ein finnischer Eishockeyspieler, der seit Mai 2024 bei Tampereen Ilves aus der finnischen Liiga unter Vertrag steht und dort auf der Position des Centers spielt. Mit der finnischen Nationalmannschaft gewann Nättinen bei den Olympischen Winterspielen 2022 die Goldmedaille.

## Karriere

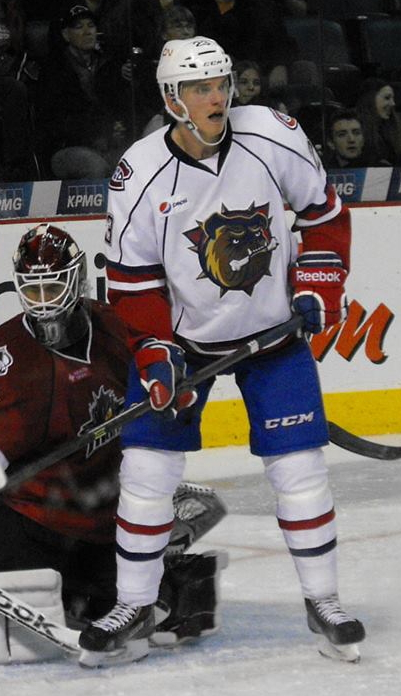
Nättinen im Trikot der Hamilton Bulldogs

Nättinen begann seine Karriere als Eishockeyspieler in der Nachwuchsabteilung von JYP Jyväskylä, wo er von 2005 bis 2008 von den C- bis zu den A-Junioren alle Leistungsstufen in der jeweils höchsten Spielklasse Finnlands durchlief. Anschließend wechselte er zu den Espoo Blues, für deren Profimannschaft er in der Saison 2008/09 sein Debüt in der SM-liiga gab. In seinem Rookiejahr blieb der Center in 14 Spielen punktlos. Zudem lief er für Espoo in fünf Spielen der Champions Hockey League. In seinen drei Jahren bei den Espoo Blues spielte er parallel weiterhin für die A-Junioren des Vereins sowie für die finnische U20-Nationalmannschaft in der Mestis, der zweiten finnischen Spielklasse. In der Saison 2009/10 kam er als Leihspieler in zehn Spielen für Kajaanin Hokki in der Mestis zum Einsatz, in der folgenden Spielzeit für Hämeenlinnan Pallokerho zu elf Einsätzen in der SM-liiga.
Zur Saison 2011/12 wurde Nättinen von den Canadiens de Montréal, die ihn bereits im NHL Entry Draft 2009 in der dritten Runde als insgesamt 65. Spieler ausgewählt hatten, nach Nordamerika beordert, wo er bis 2014 deren Farmteam, die Hamilton Bulldogs, in der American Hockey League (AHL) spielte. Zudem debütierte er am 18. Januar 2014 für die Canadiens in der National Hockey League, es blieb jedoch bei diesem einen NHL-Spiel. Nach Ablauf seines Dreijahresvertrages entschloss er sich daher für eine Rückkehr nach Europa und wurde von MODO Hockey aus der Svenska Hockeyligan (SHL) unter Vertrag genommen. In der folgenden Saison schloss er sich wieder seinem Heimatverein JYP Jyväskylä an.
Im Sommer 2018 entschied sich der Finne fortan in der Kontinentalen Hockey-Liga (KHL) zu spielen. Dort verbrachte er die Saison 2018/19 bei Neftechimik Nischnekamsk, ehe er im Juli 2019 für eine Spielzeit zum Ligakonkurrenten HK Witjas wechselte. Im August 2020 schloss sich Nättinen Sewerstal Tscherepowez an, dem er zwei Spielzeiten lang treu blieb. Im Juni 2022 wechselte der Finne zu HV71 zurück in die Svenska Hockeyligan, ehe im Mai 2024 die Rückkehr in seine finnische Heimat folgte. Dort schloss sich Nättinen Tampereen Ilves an.

### International
Für Finnland nahm Nättinen im Juniorenbereich an den U18-Junioren-Weltmeisterschaften 2008 und 2009 sowie den U20-Junioren-Weltmeisterschaften 2010 und 2011 teil. Bei der U18-WM 2009 gewann er mit seiner Mannschaft die Bronzemedaille, bei der U20-WM 2011 wurde er zu einem der drei besten Spieler seines Teams gewählt. Anschließend gehörte der Center bei den Olympischen Winterspielen 2022 in Peking zum finnischen Aufgebot und errang dort die erste Goldmedaille in der Geschichte des Landes.

## Erfolge und Auszeichnungen
- 2009 Bronzemedaille bei der U18-Junioren-Weltmeisterschaft
- 2018 Champions-Hockey-League-Gewinn mit JYP Jyväskylä
- 2022 Goldmedaille bei den Olympischen Winterspielen

## Karrierestatistik
Stand: Ende der Saison 2023/24

### International
Vertrat Finnland bei:
| - World U-17 Hockey Challenge 2008 - U18-Junioren-Weltmeisterschaft 2008 - U20-Junioren-Weltmeisterschaft 2009 - U18-Junioren-Weltmeisterschaft 2009 | - U20-Junioren-Weltmeisterschaft 2010 - U20-Junioren-Weltmeisterschaft 2011 - Olympischen Winterspielen 2022 |

(Legende zur Spielerstatistik: Sp oder GP = absolvierte Spiele; T oder G = erzielte Tore; V oder A = erzielte Assists; Pkt oder Pts = erzielte Scorerpunkte; SM oder PIM = erhaltene Strafminuten; +/− = Plus/Minus-Bilanz; PP = erzielte Überzahltore; SH = erzielte Unterzahltore; GW = erzielte Siegtore; 1 Play-downs/Relegation; Kursiv: Statistik nicht vollständig)